# Ladislav Kovačić
Ladislav Kovačić (22. srpnja 1942. – 12. listopada 2003.) je bio bački Hrvat, hrvatski pjesnik i pripovjedač. 
Po struci je bio novinar. Svojevremeno je bio ravnateljem te glavnim i odgovornim urednikom "Subotičkih novina". 
U literarnom radu, doprinio je zbirkom pjesama "Intima" i zbirkom kratke proze "Nemirno ljeto".
Piše i dijalektalnom poezijom, na novoštokavskoj ikavici bačkih bunjevačkih Hrvata. Katkada je sofisticirana do virtuelnosti. Poznati hrvatski književnik iz Bačke, Vojislav Sekelj, je primijetio da je Kovačić baš putem pisanja na matičnom ikavskom narječju uspjeo napraviti iskorak u poeziji.

## Vanjske poveznice
- Hrvatska riječ  Arhivirana inačica izvorne stranice od 7. ožujka 2008. (Wayback Machine) Nadvladati narodnjačku svijest